# 無限可能：假如…？
《無限可能：假如…？》（英語：What If...?）是一部美國超級英雄網路動畫劇集，改編自漫威出品的同名漫畫。本劇集是漫威影業開發製作的漫威電影宇宙的第4部電視劇作品，同時是漫威影業新設立的動畫廠牌漫威影業動畫和漫威電影宇宙的首部動畫劇集。在2021年電視劇《洛基》第一季，神聖時間線上形成多個分歧點事件，導致系列電影中的多個關鍵時刻出現不同，產生出多元宇宙。本劇集主要講述不同分支時間線中發生的事情。本劇集由A·C·布拉德利主創並擔當首席編劇，布萊恩·安德魯執導。傑佛瑞·萊特為觀察者配音，以該角色的身份負責擔任旁白。
2018年9月，漫威影業宣佈將為華特迪士尼公司旗下新串流媒體平台Disney+開發多部影集。2019年3月，漫威影業確認製作一部基於漫畫《無限可能：假如…？》改編的動畫片。同年4月，曾在電影中出演主要角色的多位演員確認將為動畫配音。第一季的其中5集的動畫由製作完成，斯蒂芬·弗蘭克擔當動畫師。
《無限可能：假如…？》於2021年8月11日在線上串流媒體平台Disney+首播，第一季共9集，於2021年10月6日完結，屬於漫威電影宇宙第四階段。第二季，同為9集於2023年12月播出，屬於漫威電影宇宙第五階段。第三季共8集，於2024年12月22日播出，同屬漫威電影宇宙第五階段。

## 概要
在2021年電視劇《洛基》第一季的結尾，漫威電影宇宙的時間線上出現多個分歧點事件（Nexus Event），導致系列電影中的多個關鍵時刻出現不同而產生出多元宇宙。《無限可能：假如…？》第一季以觀察者的角度講述多元宇宙中不同的分支時間線中發生的事情，第二季則講述觀察者繼續探索更多陌生的宇宙，結識新的英雄並確保多元宇宙的安全。

## 演員與角色

### 主要角色
- 傑佛瑞·萊特 聲演 觀察者奧圖（The Watcher Uatu）

外星生物觀察者，監視多元宇宙。首席編劇A·C·布拉德利稱該角色在劇中「高於一切事物」，將他比作觀看網路爆紅短片披薩鼠的觀眾，他觀察事態發展而不插手干涉，「觀眾沒有興趣與老鼠成為朋友、生活於鼠群之中或是效仿老鼠行事，這類似於觀察者和人類之間的關係。」觀察者這個角色還類似於影集中的旁白解說羅德·塞林。懷特配音時選擇使用當代美語口音，而非模仿受過牛津高等教育的古板老者。執行製片人布拉德·溫德鮑姆稱該角色擁有「深不可測的超級力量」。除了參考漫畫原作形象，懷特在配音時還影集的主基調、視覺效果和該角色的動畫形象。影集中暗示了不止一名觀察者存在:12:04–13:35。

### 常設角色
- 海莉·艾特沃 聲演 佩姬·卡特／卡特隊長（Peggy Carter / Captain Carter）[13][14]

- 班奈狄克·康柏拜區 聲演 史蒂芬·史傳奇／至尊奇異博士（Stephen Strange / Doctor Strange Supreme）[15][16]

- 山繆·傑克森 聲演 尼克·福瑞（Nick Fury）[7]

### 客串角色
- 查德維克·博斯曼 聲演 帝查拉／星爵／黑豹（T'Challa / Star-Lord / Black Panther）[4][17]

- 米克·温格特 聲演 東尼·史塔克／鋼鐵人（Tony Stark / Iron Man）[18][19]

- 賽巴斯汀·斯坦 聲演 巴奇·巴恩斯／酷寒戰士（James "Bucky" Barnes）[7]

- 多米尼克·庫珀 聲演 霍華·史塔克（Howard Stark）[7]

- 史丹利·特治 聲演 亞拉伯罕·艾斯金（英语：Abraham Erskine）[20]

- 陶比·瓊斯 聲演 阿尼姆·索拉（Arnim Zola）[7]

- 布萊德利·惠特福德 聲演 約翰·弗林（John Flynn）[15]

- 羅斯·馬奎德（英语：Ross Marquand） 聲演 約翰·施密特／紅骷髏（Johann Schmidt / Red Skull）和奧創（Ultron）[21][22]

- 達雷爾·哈蒙德（英语：Darrell Hammond） 聲演 納粹將軍

- 喬許·基頓（英语：Josh Keaton） 聲演 史提芬·羅傑斯／九頭蛇踩踏者／美國隊長（Steve Rogers / Hydra Stomper）[21][23]

- 傑瑞米·雷納 聲演 克林特·巴頓／鷹眼（Clint Barton / Hawkeye）[7]

- 尼爾·麥克唐納 聲演 蒂莫西·「達姆彈」·杜根（英语：Dum Dum Dugan）[7]

- 麥可·魯克 聲演 勇度（Yondu Udonta）[7]

- 喬許·布洛林 聲演 薩諾斯（Thanos）[7]

- 班尼西歐·狄奧·托羅 聲演 坦利亞·帝凡／收藏者（Taneleer Tivan / The Collector）[15]

- 寇特·羅素 聲演 伊果（Ego）[15]

- 奧菲利亞·拉維邦德 聲演 卡琳娜（Carina）[15]

- 凱莉·庫恩 聲演 暗夜比鄰星（Proxima Midnight）[15]

- 湯姆·沃恩-勞勒（英语：Tom Vaughan-Lawlor） 聲演 烏木喉（Ebony Maw）[15]

- 凱倫·吉蘭 聲演 涅布拉（Nebula）[7][16]

- 吉蒙·韓蘇 聲演 追尋者科拉特（英语：Korath the Pursuer）[7]

- 約翰·卡尼 聲演 帝查卡（英语：T'Chaka）[15]

- 西恩·岡恩 聲演 克拉格林（英语：Kraglin）[7]

- 克里斯·蘇利文 聲演 電槍臉（英语：Taserface）[20]

- 賽斯·葛林 聲演 霍華鴨（Howard the Duck）[15][24]

- 達娜·古瑞拉 聲演 奧科耶（Okoye）[15]

- 弗瑞德·塔塔薛瑞（英语：Fred Tatasciore） 聲演 「毀滅者」德克斯（Drax）、亡刃（Corvus Glaive）和沃斯塔格（英语：Volstagg）[25][26]

- 布萊恩·T·德萊尼（英语：Brian T. Delaney） 聲演 彼得·奎爾（Peter Quill）

- 馬克·盧法洛 聲演 布魯斯·班納／浩克（Bruce Banner / Hulk）[7][27]

- 湯姆·希德斯頓 聲演 洛基（Loki）[7]

- 克拉克·格雷格 聲演 菲爾·考森（Phil Coulson）[15]

- 潔咪·亞歷山大 聲演 希芙（Sif）[15]

- 法蘭克·葛里洛 聲演 布洛克·朗姆洛／交叉骨（Brock Rumlow / Crossbones）[28]

- 蕾克·貝爾 聲演 娜塔莎·羅曼諾夫／黑寡婦（Natasha Romanoff / Black Widow）[29]

- 麥可·道格拉斯 聲演 漢克·皮姆／黃蜂戰士（Hank Pym / Yellowjacket）[7]

- 史蒂芬妮·潘尼西洛（英语：Stephanie Panisello） 聲演 貝蒂·羅斯（Betty Ross）

- 麥可·麥吉爾（英语：Mike McGill） 聲演 雷霆·羅斯將軍（General Thaddeus Ross）

- 亞歷山德拉·丹尼爾斯（英语：Alexandra Daniels） 聲演 卡蘿·丹佛斯／驚奇隊長（Carol Danvers / Captain Marvel）[30]

- 瑞秋·麥亞當斯 聲演 克莉絲汀·帕默（Christine Palmer）[15]

- 黃凱旋 聲演 王（Wong）[15]

- 蒂達·史雲頓 聲演 古一（Ancient One）[15]

- 艾克·阿馬迪（英语：Ike Amadi） 聲演 奧賓（O'Bengh）

- 蕾絲莉·畢柏（英语：Leslie Bibb） 聲演 克莉絲汀·艾維哈（英语：Christine Everhart）[15]

- 保羅·貝特尼 聲演 幻視（Vision）[15]

- 伊凡潔琳·莉莉 聲演 荷普·汎戴茵／黃蜂女（Hope van Dyne / Wasp）[15]

- 保羅·路德 聲演 史考特·朗恩（Scott Lang）[7]

- 強·法夫洛 聲演 快樂·霍根（Harold "Happy" Hogan）[15]

- 艾蜜莉·芬凱普 聲演 雪倫·卡特（Sharon Carter）[15]

- 大衛·達斯馬齊連 聲演 寇特（Kurt）[20]

- 哈德森·譚姆（Hudson Thames） 聲演 彼得·帕克／蜘蛛人（Peter Parker / Spider-Man）[31][16]

- 麥可·B·喬丹 聲演 「齊爾蒙格」艾瑞克·史蒂芬斯（Erik "Killmonger" Stevens）[7][32]

- 安琪拉·貝瑟 聲演 拉瑪達（英语：Ramonda (comics)）[15]

- 安迪·瑟克斯 聲演 尤里西斯·克勞（Ulysses Klaue）[33][15]

- 唐·奇鐸 聲演 詹姆斯·羅德（James Rhodes）[15]

- 基夫·范登霍伊維爾（英语：Kiff VandenHeuvel） 聲演 奧巴迪亞·施坦（Obadiah Stane）

- 貝絲·霍伊特（Beth Hoyt） 聲演 小辣椒·波茲（Pepper Potts）

- 奧齊馬·阿卡哈（Ozioma Akagha） 聲演 舒莉（Shuri）

- 克里斯·漢斯沃 聲演 索爾（Thor）[7][7][34]

- 娜塔莉·波曼 聲演 珍·佛斯特（Jane Foster）[7]

- 凱特·丹寧絲 聲演 黛絲·路易斯（英语：Darcy Lewis）[15]

- 傑夫·高布倫 聲演 宗師（Grandmaster）[7]

- 蔻碧·史莫德 聲演 瑪莉亞·希爾（Maria Hill）[15]

- 塔伊加·維迪提 聲演 寇格（英语：Korg (comics)）[7]

- 瑞秋·豪斯（英语：Rachel House (actress)） 聲演 杜珀絲（Topaz）[15]

- 喬塞特·伊萊斯（Josette Eales） 聲演 芙瑞嘉（英语：Frigga (comics)）[26]

- 大衛·陳（David Chen） 聲演 后剛（英语：Hogun）[26]

- 馬克斯·米特爾曼（英语：Max Mittelman） 聲演 范達爾（英语：Fandral）[26]

- 克蘭西·布朗 聲演 蘇爾特（Surtur）[15]

- 喬治·聖皮埃爾 聲演 喬治·巴作克（Georges Batroc）[15]

- 辛西婭·麥克威廉斯（英语：Cynthia McWilliams） 聲演 葛摩菈（Gamora）[35][36]

- 伊莉莎白·歐森 聲演 汪達·麥西莫夫／緋紅女巫（Wanda Maximoff / Scarlet Witch）[27]

- 奧斯卡·伊薩克 聲演 馬克·史貝特／月光騎士（Marc Spector / Moon Knight）

- 黛芙芮·雅各 聲演 卡霍莉（Kahhori）

- 凱薩琳·哈恩 聲演 阿嘉莎·哈克尼斯（Agatha Harkness）

- 艾莉森·西利-史密斯（英语：Alison Sealy-Smith） 聲演 奧洛羅·蒙羅／暴風女（Ororo Munroe / Storm）

- 安東尼·麥凱 聲演  山姆·威爾森／美國隊長（Sam Wilson / Captain America）

- 泰娜·帕麗斯 聲演  莫妮卡·藍博（Monica Rambeau）

- 大衛·哈伯 聲演  阿列西·肖斯塔可夫／紅色守衛者（Alexei Shostakov / Red Guardian）

- 庫梅爾·南賈尼 聲演  金勾（Kingo）

- 勞倫斯·費許朋 聲演  標·福斯達（英语：Bill Foster (comics)）

- 多米妮克·索恩 聲演  莉莉·威廉斯／鋼鐵心（Riri Williams / Ironheart）

- 劉思慕 聲演  尚氣（Shang-Chi）

- 張夢兒 聲演  徐夏靈（Xu Xialing）

- 海莉·史坦菲德 聲演  凱特·畢夏普／鷹眼（Kate Bishop / Hawkeye）

- 懷特·羅素 聲演  約翰·沃克／美國特工（John Walker / U.S. Agent）

- 泰莎·湯普森 聲演  瓦爾基里（Valkyrie）

- 娜塔莎·雷昂 聲演  鴨仔貝迪（Byrdie the Duck）

## 集數
| 季數 | 集数 | 集数 | 上線日期       | 上線日期       |
| 季數 | 集数 | 集数 | 首映           | 季终           |
| ---- | ---- | ---- | -------------- | -------------- |
| 1    | 9    | 9    | 2021年8月11日  | 2021年10月6日  |
| 2    | 9    | 9    | 2023年12月22日 | 2023年12月30日 |
| 3    | 8    | 8    | 2024年12月22日 | 2024年12月29日 |

### 第一季（2021年）
| 總集數 | 集數 （季） | 標題 | 導演          | 編劇                    | 上線日期      |
| --- | ----------- | ---- | ------------- | ----------------------- | ------------- |
| 1 | 1           |      | 布萊恩·安德魯 | A·C·布拉德利            | 2021年8月11日 |
| 第二次世界大戰期間，美軍計劃為史提芬·羅傑斯注射超級士兵的血清。佩姬·卡特選擇留在現場，故事線從此改變。一名九頭蛇間諜潛入實驗室，將羅傑斯擊傷。卡特擊斃間諜，自願替代羅傑斯作為受實驗者接受血清注射，成為超級士兵「卡特隊長」。羅傑斯的好友巴奇·巴恩斯被九頭蛇俘虜，卡特攻入敵營救出巴恩斯和他的戰友。卡特還從九頭蛇的手中取回宇宙魔方。霍華·史塔克利用宇宙魔方為羅傑斯製作一套機甲戰衣。羅傑斯駕駛機甲成為「九頭蛇踩踏者」，與卡特搭檔對抗九頭蛇。羅傑斯登上行駛中的火車，卻發現這原來是九頭蛇設下的陷阱，隨後跌落深淵。卡特、霍華、巴恩斯以及其他戰友潛入九頭蛇的基地，發現受傷的羅傑斯，同時遭遇「紅骷髏」約翰·施密特利用宇宙魔方釋放出的巨型生物。羅傑斯和卡特聯手對付怪物。卡特與羅傑斯道別之後，選擇犧牲自己，將怪物逐出這個宇宙。70年後，傳送門再次開啟，卡特與尼克·福瑞和克林特·巴頓相遇。 |             |      |               |                         |               |
| 2 | 2           |      | 布萊恩·安德魯 | 馬修·昌西               | 2021年8月18日 |
| 1988年，受命於天神族伊果，勇度率領太空海盜「破壞者」前往地球尋找伊果的兒子彼得·奎爾。他們誤將帝查拉綁架，帝查拉同意加入破壞者前去探索銀河系。20年後，帝查拉成為星際知名的破壞者星爵，在廢棄星球莫拉格成功獲得包含力量寶石的宇宙靈球。帝查拉和破壞者在酒吧遇到涅布拉和薩諾斯，涅布拉提議眾人前去搶劫「創世餘火」，這是一種能夠改變生態系統的宇宙塵埃。涅布拉和勇度前往知無領域與「收藏者」坦利亞·帝凡會面，帝查拉躲藏在運輸箱內，隨同他們潛入帝凡的收藏室。帝查拉發現一艘瓦干達的太空船，獲得他的父親帝查卡留下的尋找兒子的訊息。涅布拉假裝背叛破壞者，與帝凡合作，聯手抓捕勇度等人和帝查拉。隨後，涅布拉暗中將勇度等人釋放，同時獲得「創世餘火」。帝查拉逃出監禁室，與勇度聯手對付帝凡。兩人將帝凡關進監禁室，並將他的命運交給他的助手卡琳娜。卡琳娜釋放出其他的被監禁者，亟慾復仇的眾人將帝凡包圍。破壞者眾人前往地球上的瓦干達王國，帝查拉與父母和族人重逢。與此同時，在地球的另外一處，已經成年的彼得·奎爾在餐廳工作，伊果前來與他交談。                                                                   |             |      |               |                         |               |
| 3 | 3           |      | 布萊恩·安德魯 | A·C·布拉德利＆馬修·昌西 | 2021年8月25日 |
| 一週之內，神盾局特工娜塔莎·羅曼諾夫和克林特·巴頓先後分別誤殺東尼·史塔克和索爾，兩人相繼被逮捕。羅曼諾夫在轉移途中逃脫，巴頓在監禁室神秘死亡。尼克·福瑞為抓捕幕後真兇，暗中通知羅曼諾夫，布魯斯·班納將是下一個被害者。羅曼諾夫找到貝蒂·羅斯博士，希望她幫助分析導致史塔克死亡的注射液。由於史塔克不願加入復仇者聯盟，這種液體原本能夠改變他的想法，卻導致他死亡。貝蒂推測他的死因可能涉及。貝蒂的父親雷霆·羅斯將軍前來緝拿班納。受傷的班納化身為浩克，繼而身體爆裂死亡。索爾的弟弟洛基率領大軍來到地球上的新墨西哥州，意欲為哥哥復仇。福瑞說服洛基暫時結盟，洛基要求福瑞星期四太陽上升前幫他找到幕後真兇。羅曼諾夫臨死之前通知福瑞，一切均與荷普有關。福瑞意識到荷普是漢克·皮姆的女兒，她曾是神盾局特工，在執行任務時身亡。漢克·皮姆因此懷恨在心，化身黃蜂戰士向神盾局復仇。在洛基的幫助下，福瑞逮捕漢克·皮姆，並將他交給洛基處理。洛基留在地球成為統治者。在地球的另外一處，福瑞發現被冰凍的史提芬·羅傑斯，卡蘿·丹佛斯亦來到地球幫助福瑞。                                                                    |             |      |               |                         |               |
| 4 | 4           |      | 布萊恩·安德魯 | A·C·布拉德利            | 2021年9月1日  |
| 史蒂芬·史傳奇醫生與女友克莉絲汀·帕默遭遇車禍，位於副駕駛座位的克莉絲汀死亡。史傳奇悲痛欲絕，前往卡瑪泰姬學習神祕魔法。獲得阿迦莫多之眼之後，史傳奇學會操縱時間。古一和王警告史傳奇，隨意操縱時間可能導致現實崩壞。克莉絲汀過世兩週年之際，史傳奇多次使用阿迦莫多之眼逆轉時間，希望拯救克莉絲汀。儘管史傳奇每次嘗試改變做法，但是克莉絲汀均以不同的方式死去。古一告知史傳奇，克莉絲汀的死亡事件是不可改變的「絕對點」。史傳奇不願聽從古一的勸告。藉助黑暗次元的能量，古一將時間線一分為二。其中一個史傳奇從卡里歐斯卓藏書中不斷地召喚出怪物，並吸收這些怪物的能量，成為邪惡的「至尊奇異博士」。另一個史傳奇逐漸接受克莉絲汀已經死亡的事實。為阻止世界毀滅，史傳奇與至尊奇異博士對戰。至尊奇異博士擊敗史傳奇，並將他吸收。獲得更多能量的至尊奇異博士成功逆轉時間，復活克莉絲汀，但整個世界隨之覆滅。懊悔的至尊奇異博士向觀察者求助，觀察者拒絕干預此事。克莉絲汀在至尊奇異博士的懷中死亡，這個宇宙坍縮為奇點。 |             |      |               |                         |               |
| 5 | 5           |      | 布萊恩·安德魯 | 馬修·昌西               | 2021年9月8日  |
| 漢克·皮姆進入量子領域尋找妻子珍娜·汎戴茵，發現珍娜已經感染病毒，轉變成為喪屍。皮姆隨之被感染，兩人回到實驗室，進而將喪屍病毒傳播至整個美國。史提芬·羅傑斯、東尼·史塔克、娜塔莎·羅曼諾夫和克林特·巴頓等英雄均未倖免，先後轉變成為喪屍。一週之後，倖存的荷普·汎戴茵與布魯斯·班納、彼得·帕克、巴奇·巴恩斯、奧科耶、雪倫·卡特、快樂·霍根以及寇特會合。他們向一個倖存者聚居地出發，該基地有望研製出解藥。眾人在途中遭遇喪屍攻擊，霍根和卡特陸續喪生。荷普變成巨大的黃蜂女將其餘眾人送至目的地，她隨後被喪屍圍攻而亡。班納等人發現此處基地是幻視設下的陷阱，將投奔者當作食物供養已經轉變為喪屍的汪達·麥西莫夫。他們在此處見到僅餘頭部的史考特·朗恩和失去一條腿的帝查拉。汪達擺脫控制，大批喪屍進入基地。寇特、巴恩斯和奧科耶被汪達殺死。幻視在死亡前將心靈寶石摘下交給帕克，表示藉助寶石的力量可以治愈喪屍病毒。班納變身成為浩克與汪達纏鬥，帝查拉和帕克帶著朗恩趁機逃脫。三人前去瓦干達研製解藥。此時，已經轉變為喪屍的薩諾斯正在率領喪屍大軍圍攻瓦干達。                                                              |             |      |               |                         |               |
| 6 | 6           |      | 布萊恩·安德魯 | 馬修·昌西               | 2021年9月15日 |
| 東尼·史塔克和一隊美國士兵在阿富汗遭遇恐怖組織十環幫的伏擊，史塔克被「齊爾蒙格」艾瑞克·史蒂芬斯所救。毫髮無傷的史塔克帶著齊爾蒙格回到美國。齊爾蒙格揭露史塔克工業的奧巴迪亞·施坦是這起事件的幕後黑手。此後，史塔克與齊爾蒙格合作，利用齊爾蒙格帶來的汎合金組建遠程操縱的戰鬥機器人。為了繼續打造機器人軍隊，史塔克安排詹姆斯·羅德從尤里西斯·克勞手中購買更多的汎合金。齊爾蒙格暗中授意克勞將消息透露給瓦干達，誘騙「黑豹」帝查拉前來調查。齊爾蒙格趁機殺死羅德和帝查拉，並將現場佈置成兩人相互殘殺而亡。史塔克通過人工智慧系統賈維斯得知實情，控制戰鬥機器人與齊爾蒙格戰鬥。齊爾蒙格擊敗機器人，殺死史塔克，並誣陷是瓦干達人所為。齊爾蒙格殺死克勞，回到瓦干達，與親屬瓦干達國王帝查卡等人團聚。為了替羅德和史塔克復仇，雷霆·羅斯將軍派出史塔克工業研發的機器人軍隊攻擊瓦干達。齊爾蒙格領導瓦干達戰士擊敗機器人軍隊。戰後，齊爾蒙格獲得心形藥草，成為新任黑豹。舒莉察覺到齊爾蒙格的詭計，她來到美國告知小辣椒·波茲，期望阻止瓦干達和美國發生進一步衝突。                                                       |             |      |               |                         |               |
| 7 | 7           |      | 布萊恩·安德魯 | A·C·布拉德利            | 2021年9月22日 |
| 奧丁擊敗冰巨人之後，發現棄嬰洛基。奧丁將洛基送還給他的親生父親勞菲。多年之後，奧丁的獨子索爾成長為喜歡熱鬧聚會的任性王子。索爾趁著父親奧丁睡覺、母親芙瑞嘉外出訪友之際，溜出阿斯嘉，邀請銀河系中的眾多外星族群來到地球參加狂歡派對。物理學家珍·佛斯特和助手黛絲·路易斯起初對外星人的到來十分警覺，隨後她們加入派對。索爾與佛斯特的關係逐漸親密。神盾局局長尼克·福瑞因阻止外星人破壞地球而受傷，瑪莉亞·希爾成為代理局長。希爾為平息騷亂，向卡蘿·丹佛斯求援。丹佛斯與索爾展開搏鬥，最終因不願損壞地球設施而落敗。路易斯建議丹佛斯轉移至人煙稀少之處與索爾繼續戰鬥。為挽救索爾，佛斯特在海姆達爾的幫助下見到芙瑞嘉，向她備說前事。在丹佛斯與索爾對峙之際，希爾準備對索爾使用核打擊。芙瑞嘉打斷了她的計劃，她稱自己將來到地球管束索爾。受驚的索爾與參加聚會的外星人共同修復破壞的設施。芙瑞嘉來到地球，見到索爾煞有介事地教導地球孩童。佛斯特同意了索爾的邀約。此時，奧創突然率領着一支奧創機器人軍隊出現，令正在向觀眾講述這些故事的觀察者也感到有點驚訝；頭盔下的面孔竟然是幻視，它的胸口更鑲嵌著六顆無限寶石…… |             |      |               |                         |               |
| 8 | 8           |      | 布萊恩·安德魯 | 馬修·昌西               | 2021年9月29日 |
| 觀察者找出了這位身穿奧創裝甲並擁有六顆無限寶石的幻視的身份：原來奧創佔據了幻視的汎合金身體，並在獲得心靈寶石後擊敗復仇者聯盟，殺死索爾、布魯斯·班納、史提芬·羅傑斯和東尼·史塔克，釋放了地球上全部的核武器，在全世界引發核浩劫。薩諾斯手持五顆無限寶石來到地球尋找心靈寶石，卻立即被奧創殺死。奧創奪走五顆寶石，並集齊六顆無限寶石率領機器人軍隊消滅包括阿斯嘉、至高族、薩卡星和伊果等星球在內的整個宇宙中的生命；卡蘿·丹佛斯因不敵奧創而犧牲，克林特·巴頓和娜塔莎·羅曼諾夫成為倖存者。巴頓和羅曼諾夫在俄羅斯克格勃的檔案室找到阿尼姆·索拉的意識存儲地點。他們希望將索拉的意識上載至奧創的程序之中，進而摧毀它。巴頓犧牲自己阻擋住追趕而來的機器人軍隊，羅曼諾夫帶著儲存有索拉意識的機器人逃走。奧創感知到觀察者以及多元宇宙的存在，它穿過多個宇宙持續攻擊觀察者。由於奧創已經離開了自己的宇宙，羅曼諾夫未能完成既定的計劃。觀察者不敵奧創，趁機逃走，向至尊奇異博士尋求幫助。 |             |      |               |                         |               |
| 9 | 9           |      | 布萊恩·安德魯 | A·C·布拉德利            | 2021年10月6日 |
| 為擊敗奧創，觀察者從不同的宇宙中招募超級英雄，包括卡特隊長、「星爵」帝查拉、索爾、齊爾蒙格和葛摩菈。五人與至尊奇異博士共同組成多元宇宙守護者。觀察者將守護者派遣至無人宇宙做戰鬥準備。索爾的舉動吸引奧創來到此處。眾人聯手對抗奧創，帝查拉從奧創身體上偷走靈魂寶石。隨後，守護者陸續逃離至奧創的宇宙之中，與倖存的羅曼諾夫相遇。奧創追蹤而來，羅曼諾夫在卡特隊長的幫助下將儲存有索拉意識的箭射入奧創的體內。索拉的意識在機器人體內消除奧創。齊爾蒙格拿到無限寶石，希望以此要挾觀察者幫助修復守護者成員各自的宇宙。控制了機器人的索拉意識與齊爾蒙格爭奪無限寶石，他們被觀察者和至尊奇異博士聯手封印於一個口袋次元之中。至尊奇異博士回到自己的坍縮宇宙之中，負責看守他們。觀察者將卡特隊長、「星爵」帝查拉、索爾和葛摩菈送回各自的宇宙。由於羅曼諾夫的宇宙已經被摧毀，觀察者將她送至失去了羅曼諾夫的宇宙。在片尾彩蛋中，卡特隊長回到自己的宇宙，擊敗喬治·巴作克，發現九頭蛇踩踏者機甲。羅曼諾夫告訴她，機甲之中藏有某人。                                                                                       |             |      |               |                         |               |

### 第二季（2023年）
| 總集數 | 集數 （季） | 標題          | 導演          | 編劇                    | 上線日期       |
| --- | ----------- | ------------- | ------------- | ----------------------- | -------------- |
| 10 | 1           |               | 斯蒂芬·弗蘭克 | 馬修·昌西               | 2023年12月22日 |
| 在羅南發動政變推翻薩諾斯後，新星團長招募了獵布拉加入新星軍團。為了抵禦羅南的軍隊，新星團長啟動了防護罩，將先導星與外界隔絕。五年後，獵布拉發現勇度的屍體，並奉新星團長之命展開調查。她得知勇度已找到開啟防護罩的原始碼，於是招募詭族戰士楊羅格潛入新星軍團的主機系統以摧毀原始碼。然而楊羅格背叛了她，並透露自己與新星團長密謀將先導星拱手讓給羅南。獵布拉逃脫後，隨後招募賭場老闆霍華鴨，以及他的手下樹人、和寇格，一同阻止新星團長的陰謀。在戰鬥中，獵布拉透露她早已洞悉新星團長的異心，並改動了原始碼，使防護罩在羅南的船隊駛入先導星時重新關閉，將羅南及其軍隊一同摧毀。新星團長試圖逃跑，但失足墜亡。戰後，防護罩重新開啟，獵布拉準備繼續守衛先導星。 |             |               |               |                         |                |
| 11 | 2           |               | 布萊恩·安德魯 | 馬修·昌西               | 2023年12月23日 |
| 1988年，掠奪黨將彼得·奎爾交給他父親壹高，壹高說服奎爾協助自己推行宇宙擴張大計。在摧毀了數個星球後，奎爾返回地球。為了應對這場危機，佩姬·卡特與霍華·史塔克招募標·福斯達、瓦干達國王鐵查格、巴基·巴恩斯、溫蒂·羅森博士，以及勉強同意加入的漢克·皮姆，皮姆還帶上了自己的女兒可兒·芳婷。在托爾的協助下，眾人成功拘留了奎爾，但可兒暗中放走了他。當鐵查格、佛斯特和托爾協助卡達的部隊抵擋來到地球的壹高化身時，皮姆和羅森找到正在母親墓前悼念的奎爾，皮姆說服奎爾挺身反抗他的父親。此時，受操控者影響的巴恩斯準備刺殺奎爾，但史達提及史提芬·羅傑斯的名字，成功讓他收手。在壹高即將獲勝之際，皮姆和奎爾及時趕到並摧毀了他的化身。戰後，眾人（除了巴恩斯）慶祝勝利，隨後準備主動出擊對付壹高。 |             |               |               |                         |                |
| 12 | 3           |  | 布萊恩·安德魯 | A·C·布拉德利、馬修·昌西 | 2023年12月24日 |
| 在復仇者大樓內，快樂·霍根負責監督聖誕派對的保安事務。但積斯汀·希馬越獄後闖進了大樓，企圖奪取東尼·史塔克的先進科技以及變形俠醫的血液樣本。在保護樣本的過程中，賀根意外將其注射入體內，導致他逐漸變成一個類似變形俠醫的怪物，但他仍能保持理智。因復仇者全員不在場，人工智能卓維亦處於離線狀態，賀根只好向達詩·路易斯求助。達詩試圖啟用後備人工智能來重啟大樓的系統，但不幸被控制了鐵甲兵團和殲滅俠醫裝甲的希馬挾持。賀根的變異完成後，他摧毀了鐵甲兵團並擊敗希馬。復仇者隨後回到大樓，卻誤將賀根當作敵人，向他發動攻擊。經達詩澄清，復仇者及時收手並對賀根的表現大加讚賞。眾人最後順利舉行他們的聖誕派對。 |             |               |               |                         |                |
| 13 | 4           |               | 布萊恩·安德魯 | A·C·布拉德利            | 2023年12月25日 |
| 在紐約之戰中，東尼·史達將核彈推送至傳送門的另一端，但未能及時返回地球，最終墜落到殺加星，並被當地的統治者高天尊強制留下。在殺加星，東尼介入了一場死亡競賽，救下參賽者強岳。奉魁隆之命前來的葛摩菈突然出現企圖刺殺東尼，卻遭高天尊的保鏢杜珀絲攔下，嘉魔娜與東尼一同被囚禁。在得知嘉魔娜的意圖後，東尼決定反抗高天尊。他成功越獄，並招募了強岳和瓦爾基里，同時製作了一套全新的鐵甲奇俠裝甲。東尼向高天尊發起挑戰，提議以一場賽車競賽決定殺加星的統治權。儘管高天尊試圖作弊，但東尼最終贏得比賽。而瓦爾基里則擊敗杜珀絲，並將高天尊融化成液態。瓦爾基里最終成為殺加星之王。東尼說服嘉魔娜選擇自己的道路，兩人一同前往面對並擊殺魁隆。在片尾彩蛋中，仍然存活的高天尊懇求杜珀絲把他的液態身體收集起來。 |             |               |               |                         |                |
| 14 | 5           | [ 38 ]        | 布萊恩·安德魯 | A·C·布拉德利            | 2023年12月26日 |
| 本集與第一季第一集發生在同一個宇宙。卡達隊長與黑寡婦在一次行動中找到了身穿九頭蛇踩踏者戰甲的史提芬·羅傑斯，但羅傑斯竟向她們發動攻擊。卡達在撤退後質問尼克·福瑞，福瑞承認外間有傳言羅傑斯並未身亡，而是遭紅室洗腦與控制。不久後，羅傑斯企圖刺殺國務卿巴基·巴恩斯，但被卡達和黑寡婦及時阻止。兩人把羅傑斯帶往蘇格蘭，並發現他的戰甲正維持着他的生命機能，但每次啟動都會削弱他的生存概率。羅傑斯甦醒後，主動提出協助卡達摧毀紅室。他們前往一處前KGB基地，卻遭到紅室刺客及其領袖梅麗娜·沃斯塔科夫的伏擊。梅麗娜將羅傑斯再次洗腦，並透露最近發生的事都是為了將卡達引離盟友以勸她歸降。接着雙方發生衝突，卡達向羅傑斯表白，成功解除了他的洗腦。羅傑斯決定通過自殺式襲擊炸毀紅室的空中基地，而黑寡婦則趁機把梅麗娜勾在羅傑斯的戰甲，讓她也在爆炸中喪生。事後，卡達向黑寡婦坦言，她仍堅信羅傑斯沒死。此時，一道傳送門突然出現將卡達帶往另一個宇宙，在那裏她遇見了該宇宙的福瑞與緋紅女巫。                                                         |             |               |               |                         |                |
| 15 | 6           |  | 布萊恩·安德魯 | 萊恩·李德               | 2023年12月27日 |
| 蘇爾特在諸神黃昏摧毀阿斯加德後，宇宙魔方墜落至前殖民時期美洲的一座湖泊。隨後，部落中不少在湖中游泳的族人都離奇失蹤，人們開始將它稱作「禁湖」。15世紀末，西班牙征服者為了尋找傳說中的青春之泉，來到美洲追捕莫霍克人。其中卡荷妮在逃亡途中中彈受傷，並墜入禁湖，卻被湖裡的宇宙魔方傳送至另一個維度「天空世界」。她被身處當地的莫霍克人救起，並悉心照料。當地村民向她解釋，當年在湖中失蹤的人其實都是被傳送至天空世界，並獲得了超能力與不死之身，但他們卻無法回到原來的世界。同樣獲得超能力的卡荷妮在當地逐漸熟習自己的新能力。另一邊廂，部份征服者踏入禁湖並被傳送至天空世界，他們企圖襲擊當地族人，但被卡荷妮擊殺。卡荷妮向天空世界的族人表示自己無法忘記仍然留在原來世界的族人，她強行將位於高空的傳送口拉至地面，最後成功返回故鄉。卡荷妮在原來世界擊退征服者，解救被俘的族人，並迫使西班牙女王伊莎貝拉與莫霍克人締結和平。此時，至尊奇異博士突然出現……                                                                                  |             |               |               |                         |                |
| 16 | 7           |               | 布萊恩·安德魯 | 馬修·昌西               | 2023年12月28日 |
| 奧丁對海娜意圖征服九界的無止境野心感到厭倦，於是剝奪她的神力，將她放逐至地球，並在她的王冠上施加魔咒，然後棄置到地球。海娜墜落到中世紀的中國後遇上文武，她尋回自己的王冠，卻無法拿起它。文武邀請海娜結盟，但海娜拒絕並離開了他。海娜在一隻帝江的引領下來到大羅村，並成功說服大羅的領袖嘉儀傳授武藝。嘉儀引導海娜承認自己對自由的渴望後，然後開始教導她武術。在聖域界，海姆達爾無法觀察海娜的蹤跡，奧丁得悉後決定前往地球討伐文武。海娜選擇與文武並肩作戰，共同對抗奧丁，最後成功擊敗奧丁，並重新獲得拿起王冠的資格。奧丁終於認可海娜，並將聖域界的王座讓予她。繼位後，海娜整合聖域界軍隊與文武的十環幫，為解放整個宇宙的自由而作戰。 |             |               |               |                         |                |
| 17 | 8           |               | 布萊恩·安德魯 | A·C·布拉德利、萊恩·李德 | 2023年12月29日 |
| 卡達隊長被傳送到一個伊利沙伯時代風格的宇宙，她同意協助紅女巫與費尼克爵士阻止一場即將摧毀該宇宙的危機。海娜女王在一次事故遭時空裂縫吞噬，但卡達未能及時拯救。繼位的托爾國王怪責卡達辦事不力，於是派遣開心·賀根爵士追捕她。卡達從觀察者口中得知該宇宙的17世紀與21世紀意外被壓縮在一起；而她亦偷聽到紅女巫的對話，得知這場危機是源自一名來自未來的「先行者」，而這名先行者不知自己的存在正導致宇宙崩潰。卡達與東尼·史達聯手，設計了一個可以確認先行者身份的裝置，但這個裝置需要托爾權杖上的時間寶石來驅動。為了盜取權杖，卡達招募了史提芬·羅傑斯、巴基·巴恩斯與史考特·朗恩。但他們很快便遭賀根爵士突襲，卡達自願投降，讓隊友得以逃脫。卡達越獄後，隨即與隊友在托爾的王宮引發一場混戰。在紅女巫的幫助下，卡達成功奪取權杖並啟動裝置，發現羅傑斯正是先行者。羅傑斯透露他與魁隆戰鬥時無意間擊中時間寶石，引發了這場時空異常。羅傑斯最終使用史達的裝置，回到自己的時代，平息了這場危機。卡達獨自留在該宇宙的1602年代，至尊奇異博士此時突然出現…… |             |               |               |                         |                |
| 18 | 9           |               | 布萊恩·安德魯 | 馬修·昌西               | 2023年12月30日 |
| 至尊奇異博士將卡達隊長帶往他的永恆聖所，並透露他為了贖罪，一直在捕捉各種宇宙殺手。他請求卡達協助追捕一名逃脫的宇宙殺手，卡達答應協助，並在至尊奇異博士的指示下與卡荷妮大打出手。卡荷妮表示自己不是宇宙殺手，並揭露至尊奇異博士計劃把不同宇宙的英雄和反派俘虜起來並供奉給「熔爐」，以此復活他的宇宙。至尊奇異博士試圖說服卡達不果，決定以武力制服她。卡達釋放所有被俘虜的宇宙殺手，並趁亂與卡荷妮逃走。兩人途中遇上穿著無限寶石盔甲的人命買家，卡荷妮迅速奪走他的盔甲，並讓卡達穿上。至尊奇異博士啟動了熔爐，並開始將俘虜拋進其中。卡達與卡荷妮趕回阻止他，卡荷妮成功將所有俘虜送回各自的宇宙。至尊奇異博士在戰鬥中逐漸被自身的惡魔化身吞噬，尚餘一絲理智的他最終選擇犧牲自己，與其惡魔化身一同墜入熔爐。觀察者將卡荷妮送回她的宇宙，並向卡達展示由至尊奇異博士重建的宇宙。在這個新生的宇宙中，姬詩汀·龐瑪得以安然活著，但奇異博士卻從未存在過。在把卡達送回她的宇宙前，觀察者向她展示多元宇宙的壯麗奇觀。                                 |             |               |               |                         |                |

### 第三季（2024年）
| 總集數 | 集數 （季） | 標題          | 導演                         | 編劇                                   | 上線日期       |
| ------ | ----------- | ------------- | ---------------------------- | -------------------------------------- | -------------- |
| 19     | 1           |               | 斯蒂芬·弗蘭克                | A·C·布拉德利、布萊恩·安德魯、萊恩·李德 | 2024年12月22日 |
| 20     | 2           |  | 布萊恩·安德魯                | 布萊恩·安德魯、馬修·昌西、萊恩·李德    | 2024年12月23日 |
| 21     | 3           |               | 布萊恩·安德魯                | A·C·布拉德利                           | 2024年12月24日 |
| 22     | 4           |               | 斯蒂芬·弗蘭克                | 布萊恩·安德魯、馬修·昌西、萊恩·李德    | 2024年12月25日 |
| 23     | 5           |               | 斯蒂芬·弗蘭克                | 布萊恩·安德魯、馬修·昌西、萊恩·李德    | 2024年12月26日 |
| 24     | 6           |               | 斯蒂芬·弗蘭克、布萊恩·安德魯 | 布萊恩·安德魯、馬修·昌西、萊恩·李德    | 2024年12月27日 |
| 25     | 7           |               | 斯蒂芬·弗蘭克                | 布萊恩·安德魯、馬修·昌西、萊恩·李德    | 2024年12月28日 |
| 26     | 8           |               | 布萊恩·安德魯                | 布萊恩·安德魯、馬修·昌西、萊恩·李德    | 2024年12月29日 |

## 製作

### 開發
2018年9月，漫威影業宣佈為華特迪士尼公司旗下的線上串流媒體平台Disney+開發數個影集。漫威影業總裁凱文·費吉也將親自參與每部影集的開發，專注於影集與漫威電影宇宙系列電影之間的「故事連續性」，以及「協調」電影中的演員能夠出演相應的影集。2019年3月，漫威確認製作一部基於漫畫《假如…？》改編的動畫影集。凱文·費吉將擔當這部獨立單元劇的製片人，影集講述如果在系列電影中的關鍵時刻出現不同於影片中的情況時會發生什麼事，例如洛基能夠舉起索爾的雷霆戰鎚。曾在電影中出演主要角色的多位演員有望為動畫配音。A·C·布拉德利為2019年電影《驚奇隊長》創作的電影提案未獲通過，漫威影業的執行製片人喬納森·舒瓦茲推薦她擔當影集的首席編劇:1。布拉德利向漫威提交若干個與影集相關的提案創意之後，她於2018年10月正式參與該項目:74。布萊恩·安德魯此前為多部漫威電影宇宙電影創作分鏡腳本:1，他於2018年與漫威影業的執行製片人布拉德·溫德鮑姆會面。2019年8月，A·C·布拉德利確定擔當首席編劇，布萊恩·安德魯確定擔當影集導演。
2019年4月，迪士尼和漫威正式宣佈製作影集。漫威影業此前曾討論過將漫畫《假如…？》改編為影視作品，此後決定在無限傳奇完結後開始製作，這樣會有足夠多的故事以供選擇。溫德鮑姆透露，《無限可能：假如…？》於2021年影集《洛基》第一季的季終集之後播出並非巧合，在該集中漫威電影宇宙開啟了多元宇宙，《無限可能：假如…？》繼續深入地探索多元宇宙中的故事。布拉德利證實《無限可能：假如…？》中所有集數均屬於漫威電影宇宙中的多元宇宙的正史。由於《無限可能：假如…？》的開發製作時間在《洛基》和2022年電影《奇異博士2：失控多重宇宙》之前，布拉德利當時沒有得知這些影視項目如何展現多元宇宙。她選擇將影集的描述重點聚焦於多元宇宙的副時間線之中，留下其他諸如時間變異管理局等的相關概念在別的影視項目中探索。製作開始之後，凱文·費吉和布拉德利將相關設想告知《洛基》和《奇異博士2：失控多重宇宙》的創意團隊。
影集的執行製片人包括布拉德·溫德鮑姆、凱文·費吉、路易斯·德·埃斯波西托、維多利亞·阿朗素、布萊恩·安德魯和A·C·布拉德利，凱莉·瓦聖納（Carrie Wassenaar）擔當製片人:2。2019年12月，凱文·費吉透露第一季共10集，製作團隊已經開啟第二季的製作。因應2019冠狀病毒病疫情，製作時間被推遲，第一季的第10集沒有按時製作完成，被移至第二季。第二季也被縮減為9集。每集時長約為30分鐘。布拉德利表示第二季將專注於多元宇宙傳奇時期的電影角色，包括2021年電影《黑寡婦》、《尚氣與十環傳奇》和《永恆族》中的角色。

### 劇本
此外，凱文·費吉透露第一集將以佩姬·卡特為主角，她取代史提芬·羅傑斯被注入超級士兵的血清。A·C·布拉德利擔當首席編劇，馬修·昌西（Matthew Chauncey）擔當故事編輯。布拉德利、昌西、導演布萊恩·安德魯和執行製片人布拉德·溫德鮑姆等共同構思和創作了30集的劇本大綱，費吉選取了其中的23集構成第一季。布拉德利表示其中一集的設想為珍·佛斯特成為女雷神，但是由於與2022年電影《雷神索爾：愛與雷霆》中的故事雷同，該設想被捨棄。首席編劇A·C·布拉德利否認了此前每集對應於無限傳奇的其中一部電影的傳言，她表示每集將出現來自多部電影中的角色，並希望能夠看到23部電影中所有的主要角色。

### 選角

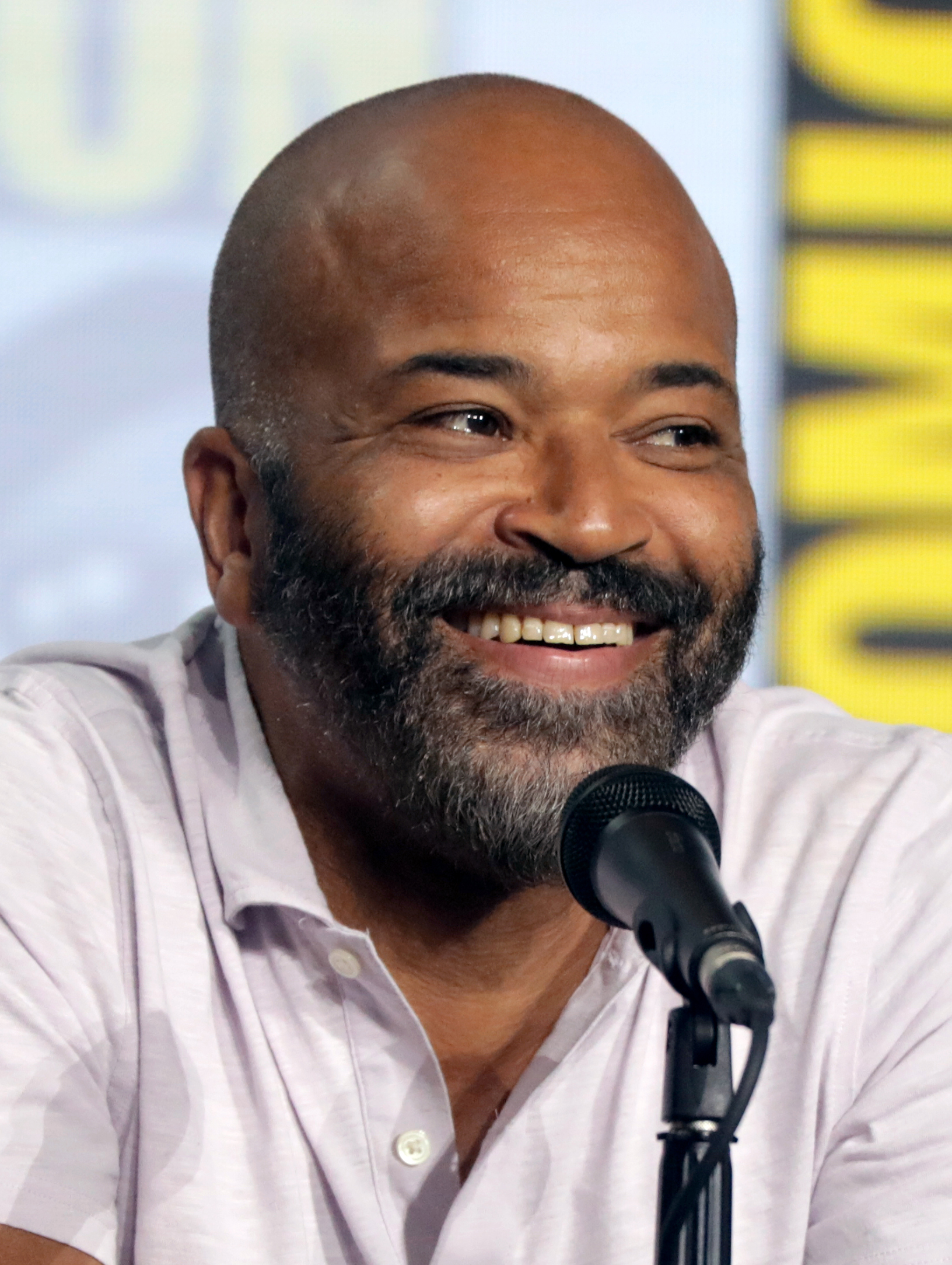
傑佛瑞·萊特負責影集旁白配音

漫威影業計劃繼續啟用曾在電影中出演主要角色的多名演員為動畫配音，共有50多名漫威電影宇宙電影演員確定為影集配音:2。2019年7月，漫威在聖地牙哥國際漫畫展上宣佈客串的配音演員，麥可·B·喬丹聲演齊爾蒙格國王，賽巴斯汀·斯坦聲演巴奇·巴恩斯，喬許·布洛林聲演薩諾斯，馬克·盧法洛聲演布魯斯·班納／浩克，湯姆·希德斯頓聲演洛基，山繆·傑克森聲演尼克·福瑞，克里斯·漢斯沃聲演索爾，海莉·艾特沃聲演佩姬·卡特／卡特隊長，查德維克·博斯曼聲演帝查拉／星爵，凱倫·吉蘭聲演涅布拉，傑瑞米·雷納聲演克林特·巴頓／鷹眼，保羅·路德聲演史考特·朗恩，麥可·道格拉斯聲演漢克·皮姆，尼爾·麥克唐納聲演蒂莫西·「達姆彈」·杜根，多米尼克·庫珀聲演霍華·史塔克，西恩·岡恩聲演克拉格林，娜塔莉·波曼聲演珍·佛斯特，大衛·達斯馬齊連聲演寇特（Kurt），史丹利·特治聲演亞拉伯罕·艾斯金，塔伊加·維迪提聲演寇格，陶比·瓊斯聲演阿尼姆·索拉，吉蒙·韓蘇聲演追尋者科拉特，傑夫·高布倫聲演宗師，麥可·魯克聲演勇度，克里斯·蘇利文聲演電槍臉。此外，凱文·費吉表示傑佛瑞·萊特為觀察者配音，以該角色的身份負責影集的旁白。
2019年8月，海莉·艾特沃透露漫威已經啟動影集的錄音工作，佩姬·卡特的台詞已經收錄完成。配音工作持續至2020年初。因應2019冠狀病毒病疫情，製作組開啟居家就業。2021年1月，法蘭克·葛里洛確定為布洛克·朗姆洛／交叉骨配音。2021年2月，製作組開始補充錄音作業。2021年7月，賽斯·葛林確定聲演霍華鴨，安迪·瑟克斯確定聲演尤里西斯·克勞。
影集開播之前，漫威公佈更多的配音演員參演影集，安琪拉·貝瑟聲演拉瑪達，班奈狄克·康柏拜區聲演史蒂芬·史傳奇／至尊奇異博士，黃凱旋聲演王，班尼西歐·狄奧·托羅聲演坦利亞·帝凡／收藏者，布萊德利·惠特福德聲演約翰·弗林（John Flynn），凱莉·庫恩聲演暗夜比鄰星，克蘭西·布朗聲演蘇爾特，克拉克·格雷格聲演菲爾·考森，蔻碧·史莫德聲演瑪莉亞·希爾，達娜·古瑞拉聲演奧科耶，唐·奇鐸聲演詹姆斯·羅德，艾蜜莉·芬凱普聲演雪倫·卡特，伊凡潔琳·莉莉聲演荷普·汎戴茵，喬治·聖皮埃爾聲演喬治·巴作克，潔咪·亞歷山大聲演希芙，約翰·卡尼聲演帝查卡，強·法夫洛聲演快樂·霍根，凱特·丹寧絲聲演黛絲·路易斯，寇特·羅素聲演伊果，蕾絲莉·畢柏聲演克莉絲汀·艾維哈，奧菲利亞·拉維邦德聲演卡琳娜（Carina），保羅·貝特尼聲演幻視，瑞秋·豪斯聲演杜珀絲，瑞秋·麥亞當斯聲演克莉絲汀·帕默，蒂達·史雲頓聲演古一，湯姆·沃恩-勞勒聲演烏木喉。
2021年7月，《綜藝》報導稱包括東尼·史塔克、史提芬·羅傑斯、卡蘿·丹佛斯、彼得·帕克、葛摩菈和汪達·麥西莫夫在內的角色由新的配音演員聲演，部分原因是相關演員的檔期衝突。執行製片人布拉德·溫德鮑姆解釋稱，創意團隊不願意將動畫中的出場角色限制於僅能參與演出的演員所飾演的角色。在選擇新的配音演員時，優先考慮演出效果，而非考慮是否類似於原演員的聲音。他還指出由於動畫展現的是多元宇宙，因此更換演員也具有「一定的合理性」。在漫威電影宇宙系列電影中出演「毀滅者」德克斯的戴夫·巴帝斯塔透露雖然該角色出現於動畫之中，他沒有收到漫威的演出邀約。溫德鮑姆對巴帝斯塔的說法表示驚訝，他推測可能在某個環節出現誤會，漫威影業已經通過經紀人或直接聯繫漫威電影宇宙演員發出演出邀約。

### 動畫
影集由布萊恩·安德魯執導。動畫中的人物造型基於電影中演員形象通過卡通渲染完成。第一季的其中5集的動畫由製作完成，斯蒂芬·弗蘭克擔當動畫師。

### 音樂
2020年10月，蘿拉·卡普曼確定為影集作曲。每輯音樂原聲帶均由漫威音樂和好萊塢唱片聯合發行。首播集的音樂原聲帶於2021年8月13日發行，第二輯音樂原聲帶於2021年8月27日發行，後續每輯原聲帶依次於每週發行。

## 市場營銷
2019年11月12日，迪士尼旗下串流媒體平台Disney+上線當天，製作方在漫威影業的特別節目《漫威影業擴展宇宙》（Expanding the Universe）中宣傳影集。2020年12月10日，漫威在迪士尼投資人會議期間釋出第一支預告片。2021年1月，漫威宣佈開啟「漫威必備」（Marvel Must Haves）一站式網路商店，出售包括與《無限可能：假如…？》相關的玩具、遊戲、書籍、服裝和家居裝飾等周邊產品，於每集播出之後的週一上架相關產品。

## 發行
《無限可能：假如…？》於2021年8月11日在線上串流媒體平台Disney+首播。第一季共9集，影集不是一次性放出，每週播出一集，於2021年10月6日完結。第一季屬於漫威電影宇宙第四階段。第二季中，同為9集，計劃於2023年圣诞播出每日上线一集。该影集在12月30日已完结。，屬於漫威電影宇宙第五階段。

## 迴響

### 評價
| 季數 | 季數 | 爛番茄           | Metacritic     |
| ---- | ---- | ---------------- | -------------- |
|      | 1    | 89%（123篇評論） | 69（16篇評論） |
|      | 2    | 90%（29篇評論）  | 79（7篇評論）  |
|      | 3    | 80%（15篇評論）  | 不適用         |

對於第一季，根据評論匯總网站爛番茄汇总的123篇评论文章，89%的评论家给予该作正面评价，使之獲得「認證新鮮」標識，平均打分为7.85分（满分10分）。该网站总结的评论家共识是“《無限可能：假如…？》或許未能對漫威電影宇宙的敘事增添太多內容，但對心愛的角色的驚喜改編和整個系列中一些最精彩的動作場面，都是引人入勝的。”在Metacritic上，根據16位影評人給予69分（滿分100分），第一季獲得了「普遍好評」。
對於第二季，根据評論匯總网站爛番茄汇总的29篇评论文章，90%的评论家给予该作正面评价，使之獲得「認證新鮮」標識，平均打分为7.70分（满分10分）。该网站总结的评论家共识是“在出色的第二季中，《無限可能：假如…？》重申了它在龐大的漫威電影宇宙中，是一貫地最具創意的作品之一。”在Metacritic上，根據7位影評人給予79分（滿分100分），第二季獲得了「普遍好評」。
對於第三季，根据評論匯總网站爛番茄汇总的15篇评论文章，80%的评论家给予该作正面评价，使之獲得「認證新鮮」標識，平均打分为6.80分（满分10分）

## 相關媒體

### 紀錄片特輯
2021年2月，迪士尼宣布製作紀錄片影集《漫威影業：創作大本營》，包括漫威電影宇宙電影和影集項目的幕後製作花絮，並採訪主要演員和創意團隊。以動畫影集《無限可能：假如…？》為主題的特輯於2021年10月27日在Disney+釋出。

## 未來計劃

### 衍生影集
2021年11月，漫威正式確定開發《無限可能：假如…？》的衍生動畫影集，片名為《喪屍英雄》（Marvel Zombies）。布萊恩·安德魯回歸擔當導演，贊伯·威爾斯擔當首席編劇，影集故事源自《無限可能：假如…？》第一季第五集，以對抗喪屍的「新一代超級英雄」為主角。

### 潛在作品
2021年8月，執行製片人布拉德·溫德鮑姆表示動畫影集中相關角色的變異因子有望出現於真人影視作品之中。導演布萊恩·安德魯稱希望看到海莉·艾特沃在真人系列電影中繼續出演佩姬·卡特。溫德鮑姆還透露《無限可能：假如…？》是漫威影業計劃製作的動畫項目之一，為Disney+製作的多個動畫影集處於不同的開發階段，例如以格魯特寶寶為主角的動畫短片《我是格魯特》，同時漫威影業可能聯合皮克斯動畫工作室或者華特迪士尼動畫工作室共同開發動畫影集。他補充稱漫威影業開發的動畫影集的主題僅限於「需要用動畫形式展現的故事」。

## 備註
1. 1 2 3  依照漫威電影宇宙電視劇播出次序。
2. ↑  第一季的總集數原計劃為10集，其中包括以本集主要角色之一葛摩菈為主角的一集。因應2019冠狀病毒病疫情，該集沒有按時製作完成，被移至第二季[37]。

## 資料來源
1. 全新串流平台 Disney+  11月12日即將正式登台 《無限可能: 假如...?》 在這個不設限的世界裡，什麼事都有可能發生……. Disney+於Facebook. 2021-10-09 [2021-10-28] （繁體中文）.
2. Marvel Studios《無限可能：假如…？》(What If…?) 改寫之前Marvel電影宇宙發生嘅故事，以每集一個主題顛覆你嘅想像💥……. Disney+於Facebook. 2021-10-13 [2021-10-28] （繁體中文）.
3. ↑  
漫威《無限可能：假如...？》第三季首波片段搶先看！酷寒戰士、紅色守衛者搭檔出任務 （页面存档备份，存于） 玩具人 2023-12-30
4. 1 2 3 4  D'Alessandro, Anthony. . Deadline Hollywood. 2021-08-01  [2021-08-01]. （原始内容存档于2021-08-01） （美国英语）.
5. 1 2 3  Dinh, Christine. . Marvel.com. 2019-04-12  [2019-04-12]. （原始内容存档于2019-04-12） （美国英语）.
6. 1 2  Hipes, Patrick. . Deadline Hollywood. 2021-11-12  [2021-11-12]. （原始内容存档于2021-11-12） （美国英语）.
7. 1 2 3 4 5 6 7 8 9 10 11 12 13 14 15 16 17 18 19 20 21 22 23 24 25 26 27 28 29 30 31  Mancuso, Vinnie. . Collider. 2019-07-20  [2019-07-27]. （原始内容存档于2019-07-21） （美国英语）.
8. 1 2 3 4 5  Salazar, Andrew J. . Discussing Film. 2019-09-06  [2019-09-09]. （原始内容存档于2019-09-22） （美国英语）.
9. 1 2  Davids, Brian. . The Hollywood Reporter. 2021-08-02  [2021-08-03]. （原始内容存档于2021-08-02） （美国英语）.
10. ↑  Deckelmeier, Joe. . Screen Rant. 2021-08-07  [2021-08-09]. （原始内容存档于2021-08-10） （美国英语）.
11. ↑  Bucksbaum, Sydney. . Entertainment Weekly. 2021-07-28  [2021-08-03]. （原始内容存档于2021-08-01） （美国英语）.
12. ↑  The GOAT Movie Podcast. . 2021-09-09  [2021-09-15]. （原始内容存档于2021-10-17） –YouTube （美国英语）.
13. ↑  . digitalspy. 2019-08-24  [2019-08-31]. （原始内容存档于2020-12-14） （美国英语）.
14. 1 2  Barsanti, Sam. . The A.V. Club. 2021-08-01  [2021-08-01]. （原始内容存档于2021-08-01） （美国英语）.
15. 1 2 3 4 5 6 7 8 9 10 11 12 13 14 15 16 17 18 19 20 21 22 23 24 25 26 27 28 29 30 31 32 33 34 35  Campbell, Scott. . Collider. 2021-08-01  [2021-08-01]. （原始内容存档于2021-08-02） （美国英语）.
16. 1 2 3 4 5  Huang, Nina. . Entertainment Weekly. 2021-07-29  [2021-07-29]. （原始内容存档于2021-07-29） （美国英语）.
17. ↑  LeBlanc, Wesley. . IGN. 2021-08-03  [2021-08-08]. （原始内容存档于2021-08-04） （美国英语）.
18. ↑  Travis, Ben. . Empire. 2021-08-10  [2021-08-10]. （原始内容存档于2021-08-10） （美国英语）.
19. ↑  Johnston, Dan. . Inverse. 2021-07-31  [2021-08-01]. （原始内容存档于2021-08-01） （美国英语）.
20. 1 2 3 4 5  Thomas, Kaitlin. . TV Guide. 2019-08-30  [2019-08-31]. （原始内容存档于2020-11-07） （美国英语）.
21. 1 2  Jorgensen, Tom. . IGN. 2021-08-10  [2021-08-10]. （原始内容存档于2021-08-10） （美国英语）.
22. ↑  Romano, Nick. . Entertainment Weekly. 2021-07-08  [2021-07-08]. （原始内容存档于2021-07-08） （美国英语）.
23. ↑  Anderton, Ethan. . /Film. 2021-08-10  [2021-08-10]. （原始内容存档于2021-08-10） （美国英语）.
24. ↑  Perry, Spencer. . ComicBook.com. 2020-12-11  [2020-12-13]. （原始内容存档于2020-12-11） （美国英语）.
25. ↑  Siegal, Jacob. . Yahoo! News. 2021-07-08  [2021-07-08]. （原始内容存档于2021-07-08） （美国英语）.
26. 1 2 3 4  Chitwood, Adam. . TheWrap. 2021-09-22  [2021-09-22]. （原始内容存档于2021-09-22） （美国英语）.
27. 1 2  . ScreenCrush. 2021-07-08  [2021-07-08]. （原始内容存档于2021-07-08） （美国英语）.
28. 1 2 3 4  Lawrence, Gregory. . Collider. 2021-01-11  [2021-01-11]. （原始内容存档于2021-01-11） （美国英语）.
29. ↑  Shannon Miller, Liz. . Collider. 2021-08-10  [2021-08-10]. （原始内容存档于2021-08-10） （美国英语）.
30. 1 2  Evangelista, Chris. . /Film. 2020-12-11  [2020-12-13]. （原始内容存档于2020-12-12） （美国英语）.
31. ↑  Lussier, Germain. . io9. 2021-07-08  [2021-07-08]. （原始内容存档于2021-07-08） （美国英语）.
32. ↑  Paige, Rachel. . Marvel.com. 2021-07-08  [2021-07-08]. （原始内容存档于2021-07-08） （美国英语）.
33. 1 2  Hermanns, Grant. . Screen Rant. 2021-07-12  [2021-07-12]. （原始内容存档于2021-07-12） （美国英语）.
34. 1 2 3  Boone, Josh. . Entertainment Tonight. 2021-08-04  [2021-08-08]. （原始内容存档于2021-08-04） （美国英语）.
35. ↑  Kim, Matt T.M. . IGN. 2021-07-08  [2021-07-08]. （原始内容存档于2021-07-08） （美国英语）.
36. ↑  Outlaw, Kofi. . ComicBook.com. 2021-07-08  [2021-07-08]. （原始内容存档于2021-07-08） （美国英语）.
37. ↑  Patches, Matt. . Polygon. 2021-10-06  [2021-10-06]. （原始内容存档于2021-10-06） （美国英语）.
38. ↑  Scott, Ryan. . /Film. 2022-07-22  [2022-07-24]. （原始内容存档于2022-07-23）.
39. ↑  Kroll, Justin. . Variety. 2018-09-18  [2018-09-18]. （原始内容存档于2018-09-19） （美国英语）.
40. ↑  Boucher, Geoff; Hipes, Patrick. . Deadline Hollywood. 2018-10-30  [2018-10-30]. （原始内容存档于2018-10-31） （美国英语）.
41. 1 2  Sciretta, Peter. . /Film. 2019-03-12  [2019-03-20]. （原始内容存档于2019-03-20） （美国英语）.
42. 1 2 3 4   (PDF). Disney Media and Entertainment Distribution. 2021-07-30  [2021-08-01]. （原始内容存档 (PDF)于2021-08-01） （美国英语）.
43. ↑  Deckelmeier, Joe. . Screen Rant. 2021-08-08  [2021-08-09]. （原始内容存档于2021-08-09） （美国英语）.
44. ↑  Bradshaw, Paul. . Total Film. August 2021: 73–77 （美国英语）.
45. ↑  Guttmann, Graeme. . Screen Rant. 2021-08-02  [2021-08-02]. （原始内容存档于2021-08-02） （美国英语）.
46. 1 2 3  Ashaari, Alleef. . Kakuchopurei. 2021-08-02  [2021-08-02]. （原始内容存档于2021-08-02） （美国英语）.
47. ↑  Corvin, Ann-Marie. . Variety. 2021-06-14  [2021-06-14]. （原始内容存档于2021-06-14） （美国英语）.
48. 1 2 3  Radulovic, Petrana. . Polygon. 2019-08-24  [2019-08-24]. （原始内容存档于2019-08-24） （美国英语）.
49. ↑  Skrebels, Joe. . IGN. 2021-08-03  [2021-08-03]. （原始内容存档于2021-08-03） （美国英语）.
50. ↑  Pulliam-Moore, Charles. . io9. 2021-08-05  [2021-08-08]. （原始内容存档于2021-08-06） （美国英语）.
51. ↑  Bonomolo, Cameron. . ComicBook.com. 2019-12-19  [2019-12-20]. （原始内容存档于2019-12-20） （美国英语）.
52. 1 2 3  Sneider, Jeff. . Collider. 2021-08-02  [2021-08-02]. （原始内容存档于2021-08-02） （美国英语）.
53. ↑  Silliman, Brian. . SyFy Wire. 2021-08-09  [2021-08-10]. （原始内容存档于2021-08-10） （美国英语）.
54. ↑  Davids, Brian. . The Hollywood Reporter. 2019-08-16  [2019-08-19]. （原始内容存档于2019-08-16） （美国英语）.
55. 1 2  Arrant, Chris. . Newsarama. 2020-04-15  [2020-04-17]. （原始内容存档于2020-04-17） （美国英语）.
56. 1 2  Ferme, Antonio. . Variety. 2021-07-08  [2021-07-08]. （原始内容存档于2021-07-08） （美国英语）.
57. 1 2 3  Adam, B. Vary. . Variety. 2021-08-11  [2021-08-11]. （原始内容存档于2021-08-12） （美国英语）.
58. ↑  Davis, Brandon. . ComicBook.com. 2021-08-02  [2021-08-02]. （原始内容存档于2021-08-02） （美国英语）.
59. ↑  Baysinger, Tim. . TheWrap. 2021-08-02  [2021-08-02]. （原始内容存档于2021-08-02） （美国英语）.
60. ↑  Jones, Marcus. . Entertainment Weekly. 2019-08-24  [2019-08-24]. （原始内容存档于2019-08-24） （美国英语）.
61. ↑  Dams, Tim. . Variety. 2020-03-10  [2020-03-12]. （原始内容存档于2020-03-11） （美国英语）.
62. ↑  . Variety. 2020-10-28  [2020-10-28]. （原始内容存档于2020-10-28） （美国英语）.
63. 1 2  . Soundtrack.Net. 2021-08-13  [2021-08-15]. （原始内容存档于2021-08-14） （美国英语）.
64. ↑  . Film Music Reporter. 2021-08-12  [2021-08-15]. （原始内容存档于2021-08-13） （美国英语）.
65. ↑  Dinh, Christine. . Marvel.com. 2019-11-13  [2019-11-14]. （原始内容存档于2019-11-14） （美国英语）.
66. ↑  Paige, Rachel. . Marvel.com. 2021-01-12  [2021-01-31]. （原始内容存档于2021-01-20） （美国英语）.
67. ↑  Bucksbaum, Sydney. . Entertainment Weekly. 2021-05-14  [2021-05-14]. （原始内容存档于2021-05-14） （美国英语）.
68. ↑  Ridgely, Charlie. . ComicBook.com. 2021-07-08  [2021-07-08]. （原始内容存档于2021-07-08） （美国英语）.
69. ↑  Mitovitch, Matt Webb. . TV Line. 2019-08-24  [2019-08-24]. （原始内容存档于2019-08-24） （美国英语）.
70. ↑  . The Futon Critic.   [2021-07-18]. （原始内容存档于2021-07-18） （美国英语）.
71. ↑  Couch, Aaron; Kit, Borys. . The Hollywood Reporter. 2019-07-20  [2019-07-20]. （原始内容存档于2019-07-21） （美国英语）.
72. ↑  Moreau, Jordan. . Variety. 2022-07-22  [2022-07-22]. （原始内容存档于2022-07-22）.
73. ↑  Tapp, Tom. . Deadline Hollywood. 2022-07-23  [2022-07-24]. （原始内容存档于2022-07-24）.
74. 1 2  . Rotten Tomatoes. Fandango Media.   [2024-12-24] （美国英语）.
75. 1 2  . Metacritic. Red Ventures.   [2024-12-24] （美国英语）.
76. 1 2  . Rotten Tomatoes. Fandango Media.   [2024-12-24] （美国英语）.
77. 1 2  . Metacritic. Red Ventures.   [2024-12-24] （美国英语）.
78. 1 2  . Rotten Tomatoes. Fandango Media.   [2025-01-01] （美国英语）.
79. ↑  Paige, Rachel. . Marvel.com. 2021-02-16  [2021-02-16]. （原始内容存档于2021-02-16） （美国英语）.
80. ↑  Ridgely, Charlie. . ComicBook.com. 2021-09-22  [2021-09-22]. （原始内容存档于2021-09-22） （美国英语）.
81. ↑  Vary, Adam B. . Variety. 2021-11-12  [2021-11-13]. （原始内容存档于2021-11-12） （美国英语）.
82. ↑  Mitovich, Matt Webb. . TVLine. 2021-11-12  [2021-11-13]. （原始内容存档于2021-11-12） （美国英语）.
83. ↑  Davids, Brian. . The Hollywood Reporter. 2021-08-10  [2021-08-11]. （原始内容存档于2021-08-11） （美国英语）.
84. ↑  Anderton, Ethan. . /Film. 2021-08-11  [2021-08-11]. （原始内容存档于2021-08-11） （美国英语）.

## 外部連結
- 官方网站
- 互联网电影数据库（IMDb）上《無限可能：假如…？》的资料（英文）
- 在Disney+上觀看《無限可能：假如…？》
- 豆瓣电影上《無限可能：假如…？》的資料 （简体中文）